# Chaerophyllum borneense
Chaerophyllum borneense är en flockblommig växtart som först beskrevs av Elmer Drew Merrill, och fick sitt nu gällande namn av K.F. Chung. Chaerophyllum borneense ingår i släktet rotkörvlar, och familjen flockblommiga växter. Inga underarter finns listade i Catalogue of Life.